# Géographie de la Moselle
 (signalé en juin 2025).
Si vous disposez d'ouvrages ou d'articles de référence ou si vous connaissez des sites web de qualité traitant du thème abordé ici, merci de compléter l'article en donnant les références utiles à sa vérifiabilité et en les liant à la section « Notes et références ».
- Archive Wikiwix
- Bing
- Cairn
- DuckDuckGo
- E. Universalis
- Gallica
- Google
- G. Books
- G. News
- G. Scholar
- Persée
- Qwant
- (zh) Baidu
- (ru) Yandex
- (wd) trouver des œuvres sur Wikidata

Le département de la Moselle se situe dans le nord-est de la France. Il est bordé par la Meurthe-et-Moselle à l'ouest et au sud, le Bas-Rhin à l'est et la frontière avec l'Allemagne au nord.

## Géographie physique
| \| Pays Haut Plateau lorrain Pays des étangs Vosges gréseuses Warndt Pays de Bitche Côtes de Moselle Warndt Pays des Trois Frontières La Moselle La Nied \| Carte topographique et localisation des régions naturelles dans le département |
| Pays Haut Plateau lorrain Pays des étangs Vosges gréseuses Warndt Pays de Bitche Côtes de Moselle Warndt Pays des Trois Frontières La Moselle La Nied                                                                                      |

Paysage de la Moselle :
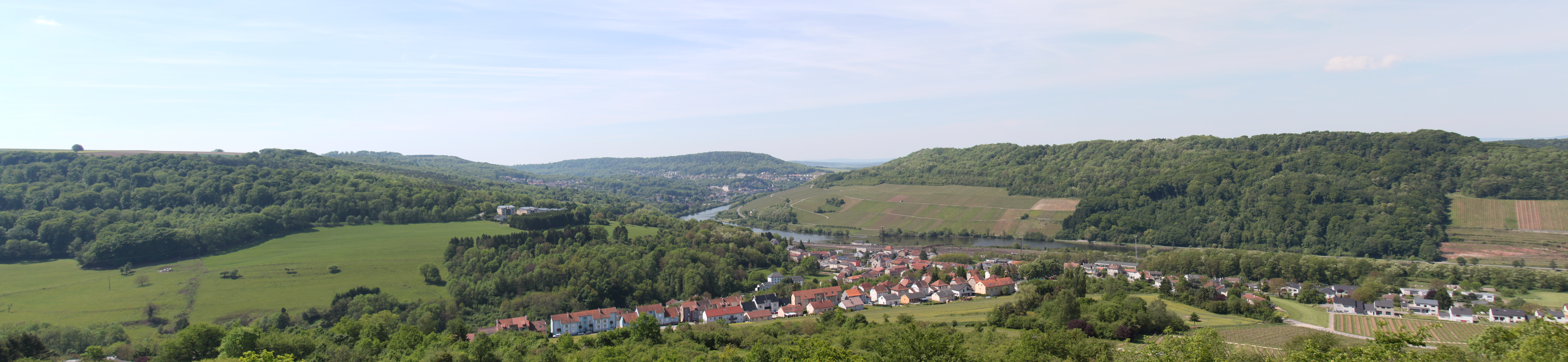
Panorama sur Apach, traversé par la Moselle, dans le nord.

### Relief
La Moselle est caractéristique des régions périphériques des bassins sédimentaires. Celle-ci était située à l'extrême Est du bassin parisien, les différents paysages constitués de plateaux et cuesta de succèdent d'ouest en est.
Le point culminant du département, 986 m (mont Grossmann) se situe dans les Vosges, à la limite avec le Bas-Rhin, alors que le point le plus bas 171 m se trouve sur la commune de Novéant-sur-Moselle.